# Баканов, Иван Михайлович
Иван Михайлович Баканов (23 января [4 февраля] 1870, Палех, Владимирская губерния — 21 августа 1936, Палех, Ивановская область) — русский иконописец, художник-миниатюрист, реставратор, заслуженный деятель искусств РСФСР (1935), член Союза художников РСФСР с 1934 года.

## Биография
Иван Михайлович Баканов родился 23 января (4 февраля) 1870 года в Палехе, потомственный иконописец. В 1880—1886 годах учился в мастерской Н. М. Сафонова у мастера В. А. Беляева; затем работал у Сафонова. В 1897 году участвовал в реставрации фресок Благовещенского собора Московского Кремля.
В 1891—1895 годах был на военной службе, участник русско-японской войны 1904—1905 годов.
После войны руководил бригадой в Палехе, которая реставрировала фрески палехского Крестовоздвиженского храма, Новодевичьего монастыря в Москве, домовой церкви великой княгини Ксении в Москве, Княжеских палат в Костроме, церквей Новгорода и Владимира, Грановитой палаты.
В 1914—1918 годах преподавал иконопись в учебной мастерской Комитета попечительства о русской иконописи. Летом 1924 года начал расписывать изделия из папье-маше, был одним из учредителей Артели древней живописи.
Работал в монументальной живописи, иллюстрировал книги («Искусство Палеха» А. В. Бакушинского, 1934; «Палешане» Е. Ф. Вихрева, 1935), занимался росписью по фарфору. Тематика произведений: фольклор, литература, история, современная деревня, жанровые сцены.
С 1923 года участвовал в выставках. Работы хранятся во многих российских художественных музеях: ГМПИ, ГТГ, ГРМ, ВМДПиНИ, МНИ, ЗГИХМЗ, Ивановском ОХМ, НГХМ, Всероссийском музее А. С. Пушкина «Мойка 12», Государственном музее А. С. Пушкина (г. Пушкин), Государственном музее-заповеднике «Тарханы», ЦМР.
Умер 21 августа 1936 года, похоронен в Палехе. Улица, на которой жил Баканов, названа его именем.

## Произведения
- «Аэроплан в деревне».
- «Бабья демонстрация». 1924.

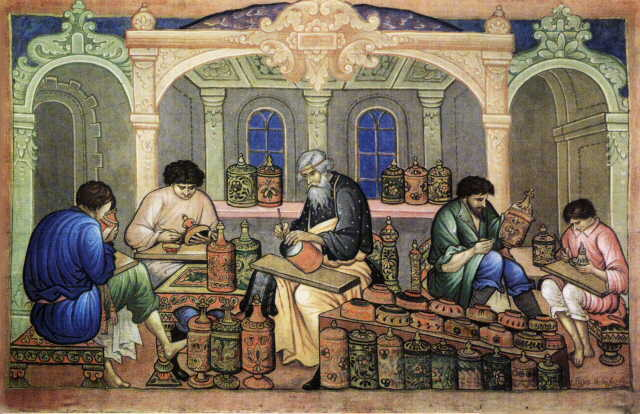
«Хохломские художники за работой» (холст, И. М. Баканов, 1929)

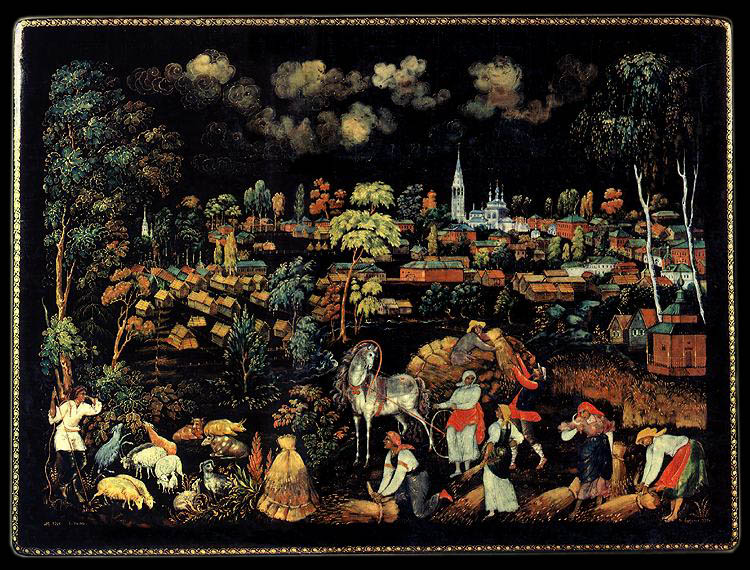
«Посёлок Палех» (шкатулка, И. М. Баканов, 1934)

- «Бахчисарайский фонтан». Шкатулка, 1930. ГРМ
- «Бахчисарайский фонтан». Шкатулка, 1931. ГМПИ
- «Вниз по матушке по Волге». Пудреница, 1935. ВМДПиНИ
- «Девушка с аистами».
- «Дела давно минувших дней».
- «Демонстрация женщин». 1924.
- «Железный поток». Панно, 1931.
- «Золотой петушок».
- «Игра в чехарду». Коробка, 1929. Ивановский ОХМ
- «Из-за острова на стрежень». Пластина, 1932. ГРМ
- «Изба-читальня». Пластина, 1927. ГРМ
- «Изба-читальня». Шкатулка, 1925. МНИ
- «Индустриализация сельского хозяйства». Блюдо, 1930. МНИ
- «Как по морю, морю синему».
- «Красная армия на защите Советской страны».
- «Ленок». 1924.
- «Людмила в саду Черномора».
- «Мирный труд». Шкатулка. ПХУ
- «Молотьба». Перламутровая пластина, 1926. ГРМ
- «Мы дети вольного народа».
- «На защиту СССР».
- «На склоне тёмных берегов…» Шкатулка, 1933. ГМПИ
- «Ну, Матрёха, запузыривай». 1924.
- «От единоличного к коллективному хозяйству».
- «Палех». Пластина, 1933. ВМДПиНИ
- «Палех». Шкатулка, 1934. ГМПИ
- «Палешане». Оформление книги Е. Ф. Вихрева, 1935.
- «Палешане». Суперобложка.
- «Песня о Степане Разине». Рисунок.
- «Пастушок». Брошь, 1925.
- «Пастушок». Брошь, эмаль, 1925. ГМПИ
- «Пастушок». Коробочка, 1932.
- «Пастушок». Очешник, 1933. ВМДПиНИ
- «Пастушок». Фарфоровая пластина, 1927.
- «Пейзаж с рыболовом». Пудреница, 1930. ГРМ
- «Первая встреча».
- «Песня о Степане Разине». Фарфоровое блюдо, 1929. ГМПИ
- «Пётр Первый».
- «По улице мостовой». Шкатулка, 1925. ГМПИ
- «По улице мостовой». Шкатулка, 1925. НГХМ
- «Пробуждение Людмилы».
- «Пролетарии всех стран, соединяйтесь!»
- «Руслан и Людмила». Шкатулка, 1933. Всероссийский музей А. С. Пушкина «Мойка 12»
- «С порога хижины моей». Шкатулка, 1933. ГМПИ
- «Свадебный пир Руслана и Людмилы».
- «Сев». Шкатулка, 1924. ГМПИ
- «Сказка о Золотом петушке». Шкатулка, 1934. ГМПИ
- «Сказка о мёртвой царевне». Иллюстрации к книге, 1935—1936. ГМПИ
- «Смычка города и деревни». Коробочка, 1929. Ивановский ОХМ
- «Союз крестьян, рабочих и красноармейцев». Пластина, 1927. ГРМ
- «Стенька Разин». Круглая пластина.
- «Степан Разин». Шкатулка, 1925. НГХМ
- «Ткачиха». 1924.
- «Тройка». 1924.
- «Утро в деревне». Пластина, 1929. ГРМ
- «Уж мы мяли и трепали ленок». Шкатулка, 1925. ГМПИ
- «Уж мы мяли и трепали свой ленок». Пудреница, 1930. ЗГИХМЗ
- «Уж мы сеяли, сеяли ленок». Пудреница, 1930. ЗГИХМЗ
- «Уж мы ткали, ткали свой ленок». Пудреница, 1930. ЗГИХМЗ
- «Хоровод». Шкатулка, 1931. ГМПИ
- «Хохломские художники за работой». Панно, холст, 1929. ГМПИ
- «Чаепитие». Шкатулка, 1925. НГХМ
- «Четыре времени года». Фарфоровая тарелка, 1929.